# Batalla de Sardarapat
La batalla de Sardarapat (en armenio Սարդարապատի ճակատամարտ; en turco Serdarabad Savaşı) fue una batalla de la campaña del Cáucaso durante la Primera Guerra Mundial que tuvo lugar cerca de Sardarapat, Armenia, desde el 21 de mayo hasta el 24 de mayo de 1918. Sardarapat está a solo cuarenta kilómetros al oeste de la ciudad de Ereván. Actualmente se considera que, como consecuencia de esta batalla, no solo se detuvo la invasión turca hacia el resto de Armenia, sino que también se evitó la completa destrucción de la nación armenia.

## Invasión turca
Dos meses después de que se firmara el Tratado de Brest-Litovsk, el Imperio otomano lanzó un ataque contra territorio armenio que había pertenecido el Imperio ruso. En esa época solo una pequeña parte del territorio armenio permanecía libre del dominio otomano, y allí habían huido centenares de miles de refugiados armenios tras el Genocidio Armenio.
Violando los términos del Tratado de paz de Brest-Litovsk, tropas del 4º ejército cruzaron la frontera en mayo de 1918 y atacaron Alexandropol (hoy en día Gyumri). El ejército turco pretendía aplastar a Armenia y apoderarse de Transcaucasia. El gobierno alemán protestó por el ataque y se negó a ayudar al ejército turco en esta operación.

## Desarrollo de las operaciones
Las fuerzas turcas lanzaron un ataque con tres puntas de avance para intentar conquistar Armenia. Tras la caída de Alexandropol, la 36.ª División turca se dirigió al Valle del Ararat, en el corazón de Armenia, con el objetivo de controlar la línea ferroviaria Kars-Alexandropol Gyumri-Julfa y el propio valle. El 21 de mayo, los turcos tomaron la estación de Sardarapat, pero el contraataque armenio, dirigido por Movses Silikyan, les forzó a retirarse tras una batalla que duró tres días. Los turcos realizaron entonces una doble maniobra de flanqueo a través del valle de Aparan para apoyar el avance del centro, pero los armenios consiguieron también conjurar esta amenaza entre el 23 y el 28 de mayo. Más al norte los regimientos armenios se retiraron de Alexandropol a Kara-Kilisa (Vanadzor). Su desesperada resistencia cerró el paso a la región de Tavush a los turcos. Las victorias en las batallas de Sardarapat, Abaran y Karakilisa permitieron al Consejo Nacional Armenio, establecido en Tiflis, proclamar la independencia de la República Democrática de Armenia

## Consecuencias
Dos días después de la batalla de Sardarapat, el 28 de mayo de 1918, el Consejo Nacional Armenio proclamó en Tiflis la independencia de la República Democrática de Armenia.
Preocupados por la invasión turca de Armenia, la República Democrática de Georgia solicitó y consiguió la protección alemana. La presencia del Ejército del Islam turco a 7 km de Ereván y a apenas 10 km de Echmiadzin forzó a la República Democrática de Armenia a firmar el Tratado de Batum el 4 de julio de 1918. La existencia de la república se prolongó hasta la toma de Armenia por el Ejército Rojo entre el 29 de noviembre y el 4 de diciembre de 1920.